# Soliera
Soliera (Sulêra in dialetto modenese) è un comune italiano di 15 593 abitanti della provincia di Modena in Emilia-Romagna, situato a nord del capoluogo.
Il comune fa parte dell'Unione delle Terre d'Argine, insieme ai comuni di Carpi, Novi di Modena e Campogalliano, ed è situato a circa 10 chilometri da Modena e 8 chilometri da Carpi.
Soliera ha quattro frazioni: Appalto e Secchia, confinante con Modena, Limidi, confinante con Carpi e Sozzigalli, confinante con Sorbara.

## Geografia fisica
Situato in territorio completamente pianeggiante nella Val Padana, il Comune di Soliera dista circa 13 chilometri da Modena e 8 chilometri da Carpi.

## Storia
È dell'anno 1029 l'atto citato dallo storico modenese Ludovico Antonio Muratori nella sua opera Antichità Estensi, col quale il marchese Ugo Estense acquistò la proprietà da un esponente della famiglia dei Boiardi, di alcuni territori tra i quali Soliera.
La vicinanza a sud con Modena e a nord-ovest con Carpi ne fecero un obiettivo desiderabile sia dagli Este, che dopo averla occupata eressero il castello nel 1370, che dai Pio di Savoia, venne a lungo occupata e contesa dalle due famiglie fino al 1635, quando venne resa marchesato e concessa a Pietro Campori, i cui discendenti furono feudatari di Soliera fino all'arrivo di Napoleone Bonaparte nel 1796.
Con la Restaurazione ed il ritorno dei duchi d'Austria-Este, Soliera divenne una villa del Comune di Modena, e tale rimase sino all'Unità d'Italia quando divenne comune autonomo.

### Simboli

Il gonfalone comunale

Lo stemma di Soliera è stato concesso con regio decreto del 23 febbraio 1862.
Il gonfalone municipale è stato concesso con decreto del presidente della Repubblica del 28 settembre 1979.
La bandiera, concessa con D.P.R. del 6 dicembre 2003, è un drappo di giallo caricato dello stemma civico.

## Monumenti e luoghi d'interesse
Della presenza di un castello a Soliera si ha notizia intorno all'anno 1370, quando gli Este costruirono la prima pianta del castello che la famiglia Pio di Savoia contribuì a fortificare. All'interno del perimetro del castello a metà del Quattrocento venne costruita una rocca, una sorta di castello nel castello. Le mura difensive che cingevano al loro interno il borgo e la rocca erano a loro volta circondate da un fossato e la unica via d'accesso era posta a sud, munita di ponte levatoio. Nel 1635 i marchesi Campori, ottenuto il feudo di Soliera, ampliarono l'edificio e fecero costruire il portico antistante il borgo, le sale interne vennero ornate con statue e sontuosi dipinti andati in gran parte perduti. Nel 1976 il castello fu venduto dalla ultima erede dei marchesi Campori alla parrocchia, successivamente, nel 1990 fu acquistato dal Comune di Soliera allo scopo di ristrutturarlo e trasferirvi la sede comunale.
Degne di nota sono anche le due chiese del capoluogo: la Parrocchiale di San Giovanni Battista fondata dai monaci Benedettini nell'XI secolo e la chiesa di San Michele dell'XI secolo, ubicata ad un chilometro dal castello, che fu chiesa parrocchiale di Soliera fino al 1600. A quattro chilometri dal capoluogo, nella frazione di Limidi è presente la chiesa di San Pietro in Vincoli, eretta nel XII secolo.
Nel 1970 viene inaugurato il monumento "Lo specchio" scultura dedicata alla resistenza realizzato dallo scultore Davide Scarabelli.

## Società

### Evoluzione demografica
Abitanti censiti

## Economia
Il comune di Soliera fa parte del distretto della maglieria di Carpi, e la fertilità delle sue campagne lo rendono idoneo all'attività agricola. Sono presenti produzioni di vino, Parmigiano-Reggiano, frutta, cereali e l'allevamento suinicolo.
Sul versante industriale sono ben sviluppati i settori della meccanica di precisione e della produzione di macchine per la lavorazione del legno.

## Amministrazione
| Periodo        | Periodo        | Primo cittadino  | Partito                  | Carica  | Note   |
| -------------- | -------------- | ---------------- | ------------------------ | ------- | ------ |
| 12 maggio 1985 | 22 aprile 1995 | Gianni Cottafavi | PCI, PDS                 | Sindaco | [ 10 ] |
| 23 aprile 1995 | 12 giugno 1999 | Enrico Levizzani | centro-sinistra          | Sindaco | [ 10 ] |
| 13 giugno 1999 | 6 giugno 2009  | Davide Baruffi   | centro-sinistra          | Sindaco | [ 10 ] |
| 7 giugno 2009  | 25 maggio 2014 | Giuseppe Schena  | lista civica Per Soliera | Sindaco | [ 10 ] |
| 26 maggio 2014 | 10 giugno 2024 | Roberto Solomita | PD                       | Sindaco |        |
| 10 giugno 2024 | in carica      | Caterina Bagni   | PD                       | Sindaco |        |

### Gemellaggi
- Paiporta[senza fonte]